# Utrera
Utrera ist eine Stadt im Süden Spaniens in der Provinz Sevilla in der Autonomen Gemeinschaft Andalusien. Mit 52.173 Einwohnern (Stand: 2024) ist Utrera die neuntgrößte Stadt der Region Andalusien. Die Altstadt wurde 2002 als historisches Kulturdenkmal eingestuft.

## Geographie

### Geographische Lage
Utrera liegt im Südwesten der iberischen Halbinsel.
Die umgebenden Gemeinden sind (im Norden) Alcalá de Guadaira und Dos Hermanas, (im Osten) El Coronil und Arahal, (im Süden) Villamartín und Espera, (im Westen) Las Cabezas de San Juan und Coria del Rio.

### Klima
Utrera hat das ganze Jahr klaren Himmel und viele Sonnenstunden. Das Klima ist mediterran mit subtropischen  Einflüssen. Die Jahresmitteltemperatur beträgt 17,5 °C. Damit ist die Stadt eine der heißesten in ganz Europa. Die Winter sind mild. Der Januar ist mit einer mittleren Temperatur von 10,4 °C der kälteste Monat des Jahres. Die Sommer dagegen sind sehr heiß mit einer mittleren Temperatur von 26,8 °C in August. Die Schwelle von 40 °C wird regelmäßig überschritten. 
Die Niederschlagsmenge schwankt um ungefähr 600 mm im Jahr, konzentriert auf die Monate von Oktober bis April. Der Dezember ist mit 92 mm der niederschlagsreichste Monat gegen Juli mit 1 mm.
Es gibt im Jahresmittel nur 65 Regentage sowie 2898 Sonnenstunden. An einigen Tagen kann die Temperatur in der Nacht unter den Gefrierpunkt sinken.

## Geschichte
Archäologische Funde in Utrera weisen auf eine Besiedlung schon im 3. Jahrtausend vor Christus hin. Aus der Zeit der Römer stammt die Brücke Puente de Alcantarilla, die einen Teil der Via Augusta bildete.
Die erste sichere Erwähnung der Stadt geschah 1253 in einem Schreiben von Alfons X. Ab 1340 war Utrera dauerhaft unter christlicher Herrschaft. Im 16. und 17. Jahrhundert erlebte die Stadt eine Blütezeit, wurde aber 1649 von der Pest schwer getroffen. 
Am 2. Oktober 2018 wurde aus Teilen der Stadt die neue Gemeinde Palmar de Troya gegründet.

## Lage und Verkehr
Die Stadt liegt etwa 25 Kilometer südöstlich von Sevilla und ist von dort über die Autovía A-376 erreichbar. Mit der Bahn besteht von Utrera ebenfalls ein Anschluss dorthin.

## Kultur und Sehenswürdigkeiten

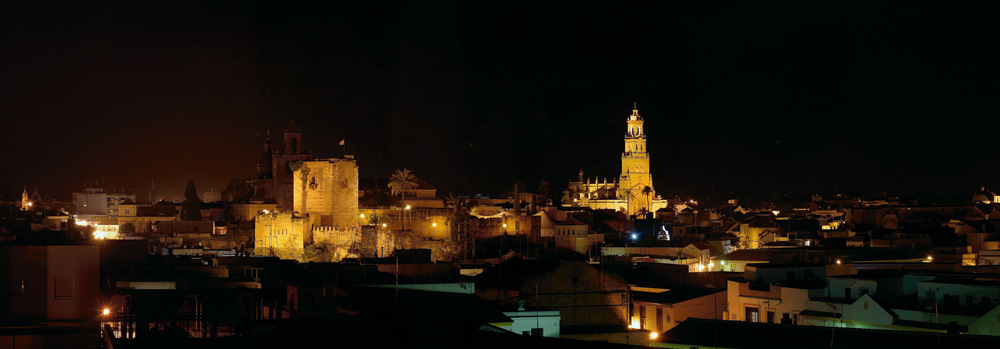
Nächtlicher Blick über die Stadt; in der Mitte rechts die Kirche Santa María de la Mesa

Der gesamte historische Stadtkern von Utrera wurde 2002 zum Bien de Interés Cultural erklärt. In der Stadt befinden sich folgende Sehenswürdigkeiten:
- Iglesia de Santa María de la Mesa, Kirche aus dem 15. Jahrhundert
- Iglesia de Santiago, Kirche aus dem 15. Jahrhundert
- Complejo Endorreico de Utrera, Naturschutzgebiet auf dem Gebiet der Gemeinde Utrera

## Städtepartnerschaften
Utrera unterhält folgende Städtepartnerschaften:
- Consolación del Sur, Kuba
- El Vendrell, Spanien

## Söhne und Töchter der Stadt
- Fernanda de Utrera (1923–2006), Sängerin
- Enrique Montoya (1928–1993), Flamenco-Künstler
- Joaquín Caparrós (* 1955), Fußballtrainer
- José Antonio Reyes (1983–2019), Fußballspieler
- Juan Muñoz Muñoz (* 1995), Fußballspieler
- Dani Ceballos (* 1996), Fußballspieler